# Notre-Dame (Huy)

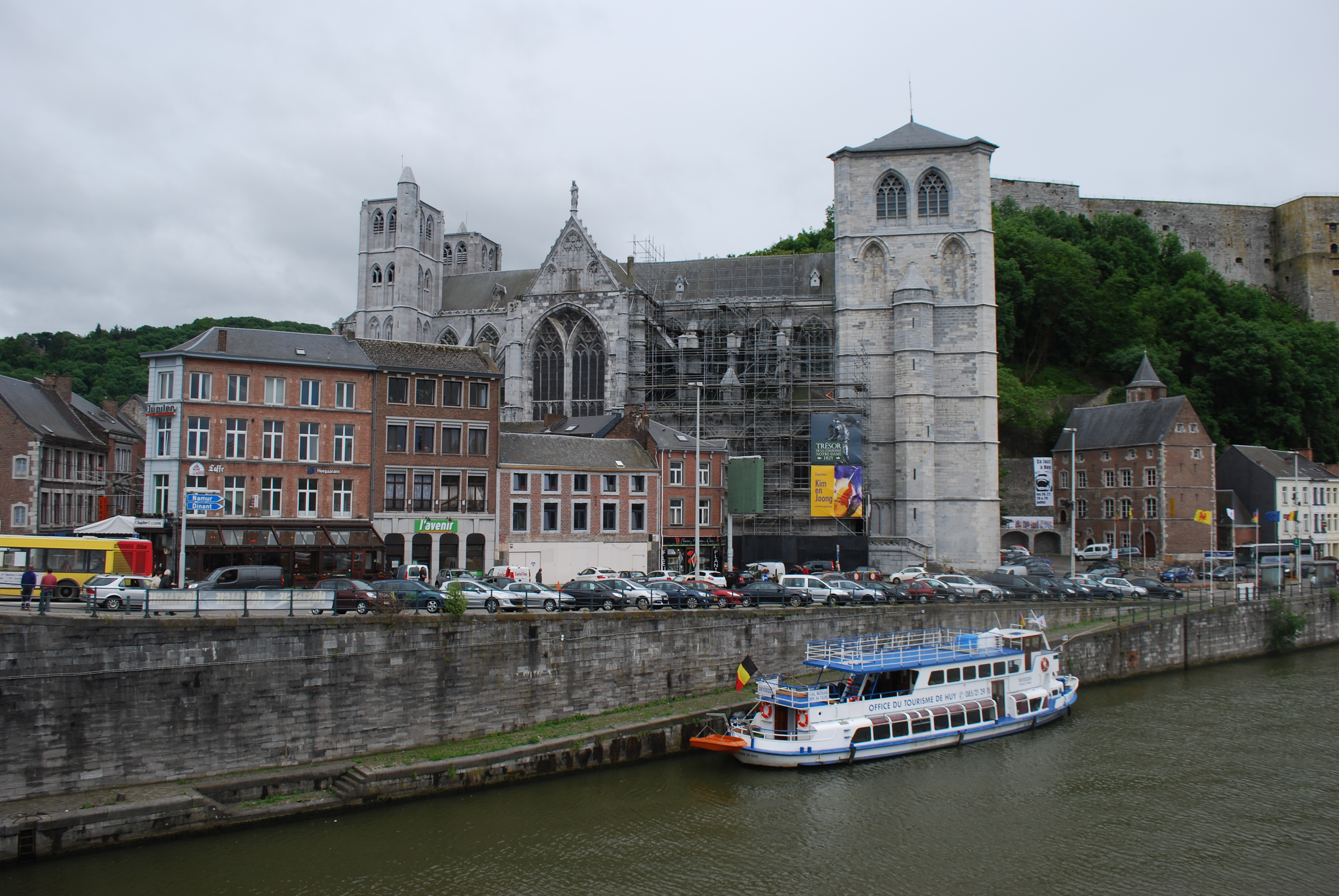
Collégiale Notre-Dame in Huy

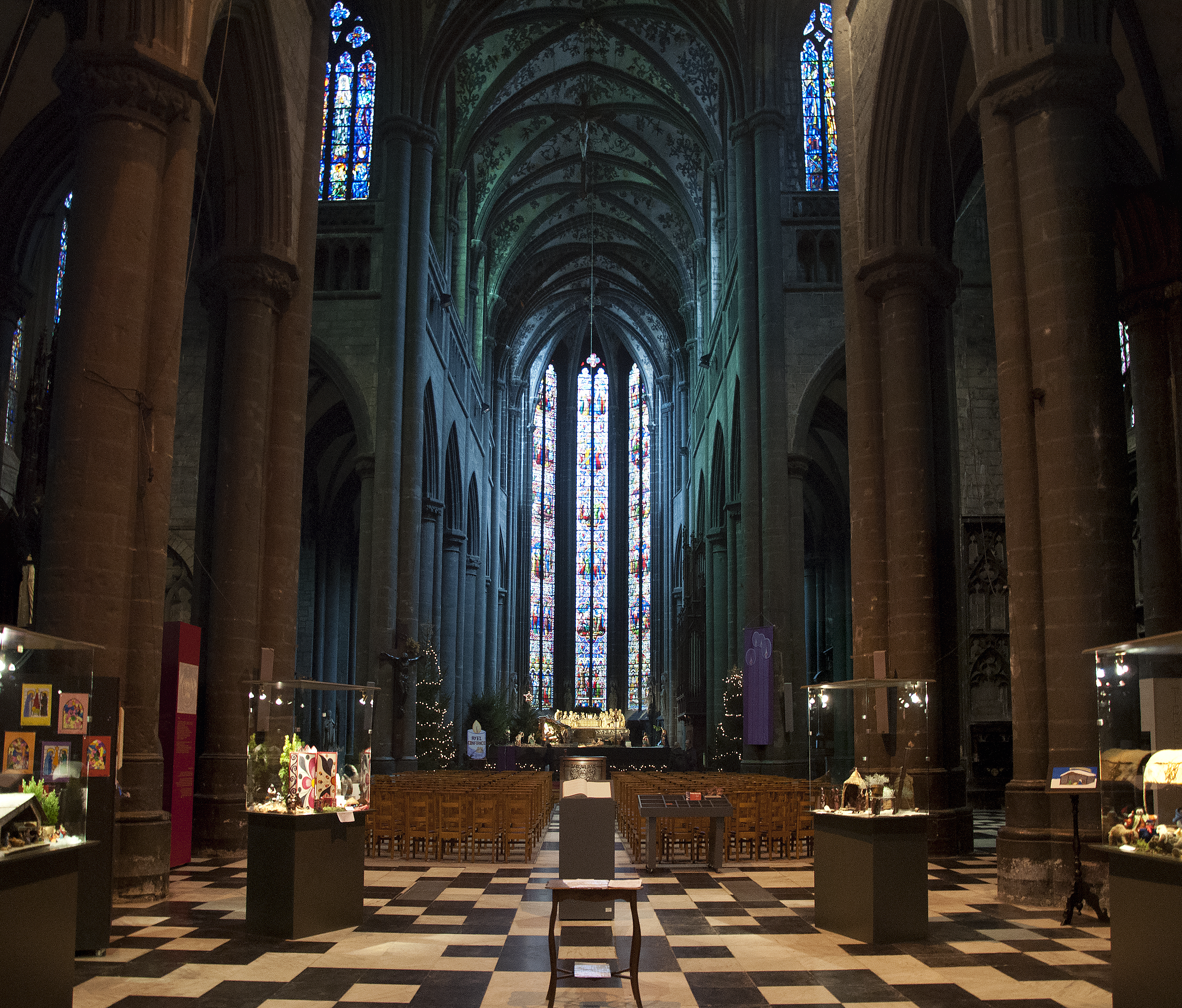
Innenansicht

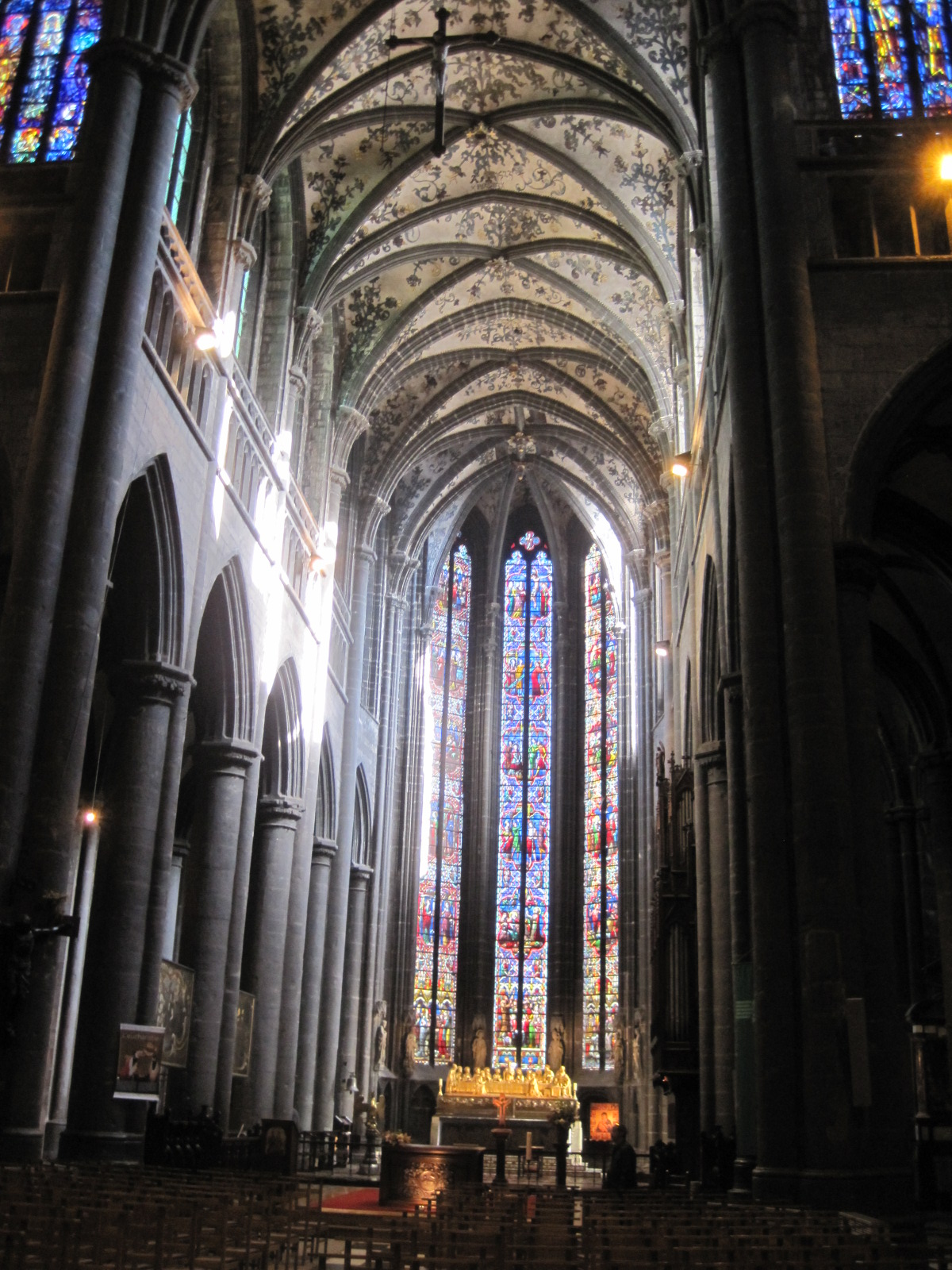
Blick in den Chor

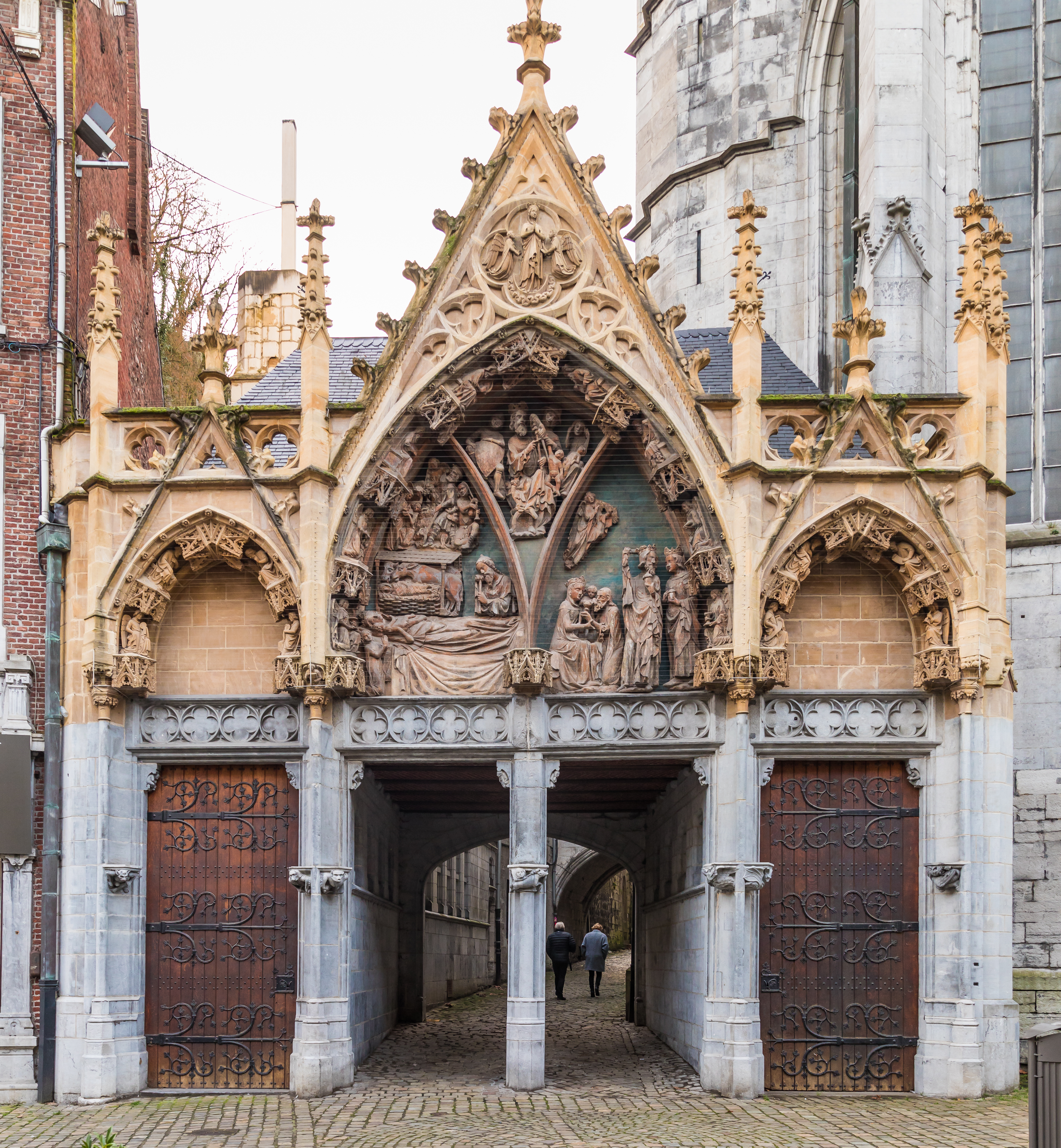
Bethlehem-Portal

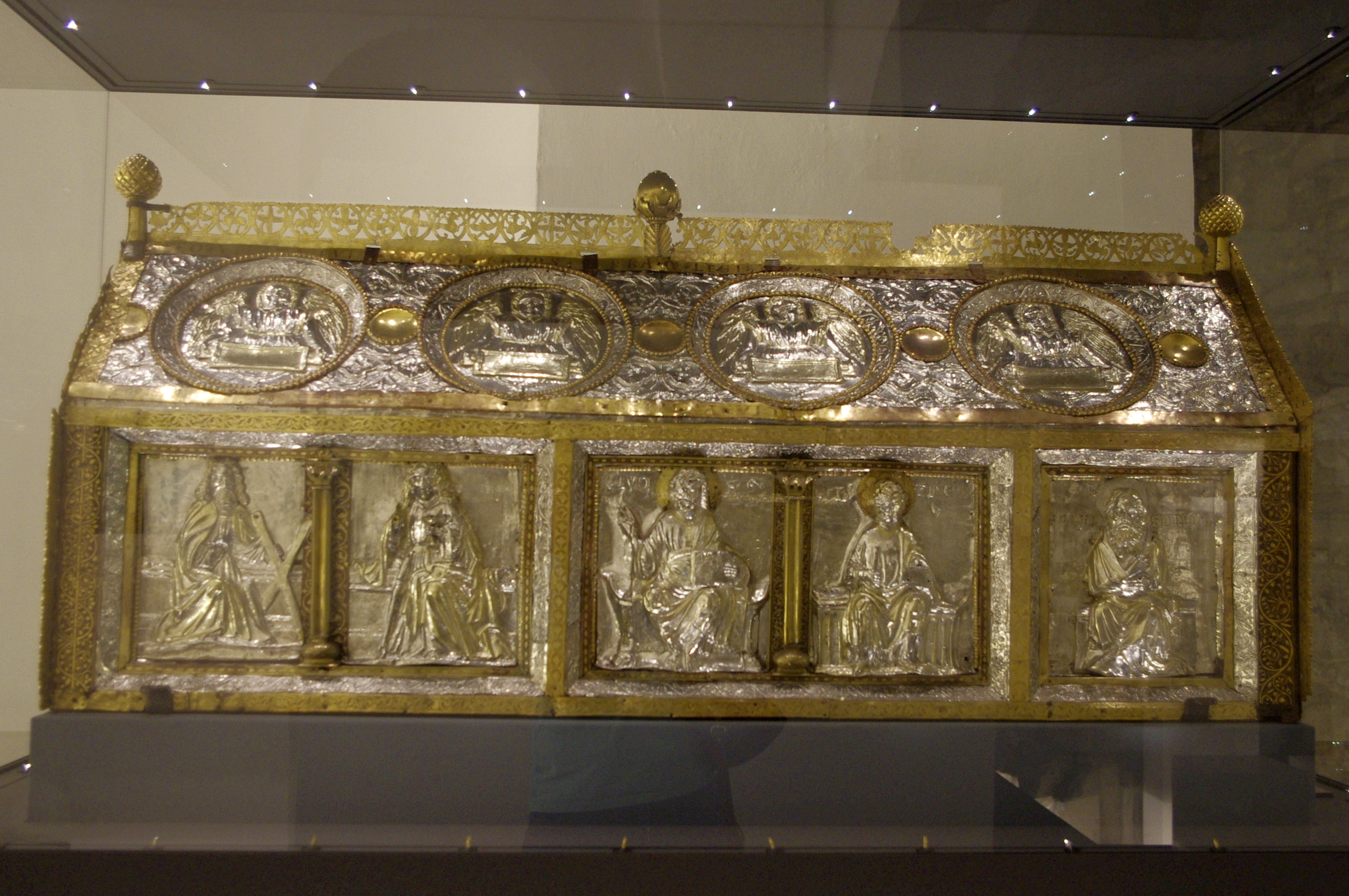
Schrein des Heiligen Domitianus von Huy

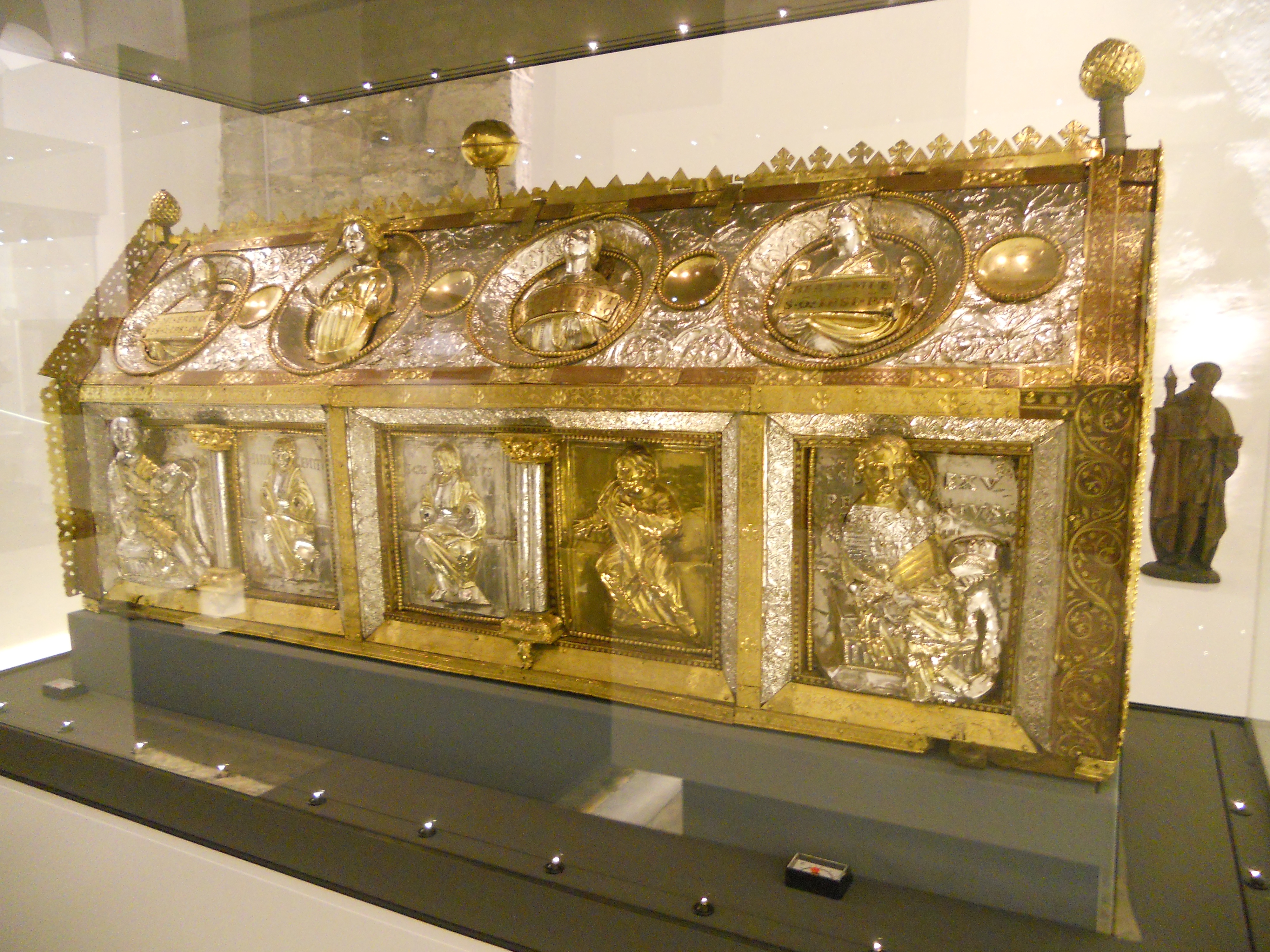
Schrein des Heiligen Meingold

Die Stiftskirche Notre-Dame (französisch Collégiale Notre-Dame de Huy) ist eine römisch-katholische Kirche in der belgischen Stadt Huy. Die Kirche ist eine der Muttergottes und dem Heiligen Domitian geweihte Kollegiatstiftskirche am rechten Ufer der Maas.

## Baugeschichte
Im Laufe der Jahrhunderte wurden an dieser Stelle fünf Sakralbauten errichtet:
1. Im frühen 4. Jahrhundert gab es ein hölzernes dem Heiligen Maternus geweihtes Heiligtum.
2. Gegen Ende des 5. Jahrhunderts entstand eine zweite Kirche, die dem Heiligen Agricola von Maastricht, dem Nachfolger von Servatius von Tongern, zugeschrieben wird. Der Heilige Domitian wurde 558 in dieser Kirche begraben.
3. Nach einem Sturm im Jahr 1013 wurde die Kirche in Holz wiederaufgebaut.
4. Im Jahre 1053 sind Zerstörung und Brand durch Truppen des Grafen Balduin V. von Flandern überliefert; der Wiederaufbau erfolgte durch Bischof Dietwin. Von dieser Kirche im romanischen Stil ist nur noch die Krypta erhalten, die vom rechten Schiff der Stiftskirche aus zugänglich ist. Die Einwohner von Huy stifteten die Hälfte ihres verfügbaren Vermögens zur Unterstützung ihres Bischofs. Aus Dankbarkeit schenkte Theoduinis der Stadt eine Freiheitsurkunde, die am 24. August 1066 in der Kirche unterzeichnet wurde.
5. Der Grundstein der heutigen Kirche wurde am 15. März 1311 von Fürstbischof Theobald von Bar gelegt. Der Bau der Kirche wurde im Jahr 1536 beendet. Ein durch Blitzschlag verursachter Brand beschädigte die Kirche im Jahr 1803. Im 19., 20. und 21. Jahrhundert wurden Restaurierungsarbeiten durchgeführt. Im Jahr 2014 waren die Bauarbeiten in der Kirche noch nicht beendet.

Im August 1377 weihte Fürstbischof Jan van Arkel den Chor ein, während die Arbeiten am Querschiff und am Westturm fortgesetzt wurden. Die romanische Kirche verschwand allmählich und die Krypta wurde zugeschüttet, jedoch 1906 wiederentdeckt und freigelegt. Das Gemälde auf dem Gewölbe trägt die Jahreszahl 1523 und das Wort Rode (Rhodos) zwischen zwei gekreuzten Schwertern. Es ist eine Anspielung auf die heldenhafte Verteidigung der Stadt Rhodos durch christliche Ritter, die schließlich am 1. Januar 1523 die Stadt und die Insel verlassen mussten. Bemalte Gewölbe sind typisch für die frühgotischen Kirchen im Maastal.
Der fünfjochige Chor beherbergte im 14. Jahrhundert ein Chorgestühl mit 84 Sitzen für die Chorherren. Die farbig verglasten Fenster des Chorpolygons in der Kirche fallen durch außergewöhnlich schlanke Proportionen auf. Ihre Gestaltung ist auf den Rosenkranz und auf die lokale Geschichte bezogen. Die vierzehn Glasmalereien in den Seitenschiffen erinnern an die Kreuzwegstationen. Triforien unter den Obergadenfenstern gliedern das Kirchenschiff.
Die Rosette im 48 m hohen Westturm ist bemerkenswert für ihre Gestaltung und Größe – 6 m auf der Innenseite und 9 m auf der Außenseite. Im August 1944 wurde ein großes Glasfenster mit berühmten Personen aus der religiösen Vergangenheit von Huy im nördlichen Querschiff bei einem Bombenangriff zerstört, zusammen mit einem Glasfenster mit den vier Evangelisten im nördlichen Seitenschiff. Der Chor wird von zwei Türmen flankiert, von denen der nördliche mit einem Glockenspiel mit 49 Glocken ausgestattet ist. Das Chorpolygon ist mit dem Bethlehem-Portal verbunden, das um 1340 errichtet wurde.
Die Orgel ist ein Werk von Félix Joris aus dem Jahr 1913 mit 24 Registern auf zwei Manualen und Pedal.

## Kirchenschatz
In der Kirche werden die folgenden Kunstschätze aufbewahrt:
- der leicht beschädigte Reliquienschrein des heiligen Domitian und der Reliquienschrein des heiligen Meingold, der im 12. Jahrhundert von Godfrey von Huy angefertigt wurde
- der Hochaltar aus dem 20. Jahrhundert mit einer Darstellung des Abendmahls
- mehrere Marmoraltäre
- zwei barocke Holzstatuen – Heilige Helena und die Unbefleckte Empfängnis – von Jean Del Cour
- Holzstatue des Christophorus aus dem 16. Jahrhundert
- Seidentuch aus dem 9. Jahrhundert, wahrscheinlich aus dem Ost-Iran[2]